# Didrik Magnus Axel Möller
Didrik Magnus Axel Möller, švedski astronom, * 16. februar 1830, † 25. oktober 1896.
Möller je bil med letoma 1863 in 1895 profesor astronomije na Univerzi v Lundu, kjer se je posvečal predvsem računanju tirov kometov in asteroidov.
1. 1 2 3  D M Axel Möller — 1917.